# Kalsarikänni
Kalsarikänni (l.poj.) albo kalsarikännit (l.mn.) – fińskie określenie na czynność polegającą na siedzeniu w domu, w bieliźnie i upijaniu się bez zamiaru wychodzenia na zewnątrz. Głównie odbywa się to w samotności, zaś celem tego jest relaks w zaciszu domowym.
W dużej mierze uważany jest za rodzaj stylu życia w Finlandii, prawdopodobnie związany ze stereotypowym brakiem kontaktów towarzyskich wśród Finów. Izolacja spowodowana pandemią koronawirusa spowodowała globalny trend na ten sposób spożywania alkoholu.
Co ciekawe sam fiński rząd promuje tę czynność np. poprzez stworzenie emotikon przedstawiających stosowanie tej czynności.